# Louise Carré
Pour les personnes ayant le même patronyme, voir Carré (homonymie).
Louise Carré est une scénariste, productrice, réalisatrice et actrice canadienne née en 1936 à Montréal (Canada).

## Filmographie

### comme scénariste
- 1975 : Le Temps de l'avant
- 1979 : La Belle apparence
- 1980 : Ça peut pas être l'hiver, on n'a même pas eu d'été
- 1986 : Qui a tiré sur nos histoires d'amour
- 1998 : My Heart Is My Witness

### comme productrice
- 1974 : Canadiens conformes
- 1975 : Jean Carignan, violoneux
- 1980 : Ça peut pas être l'hiver, on n'a même pas eu d'été
- 1998 : My Heart Is My Witness

### comme réalisatrice
- 1980 : Ça peut pas être l'hiver, on n'a même pas eu d'été
- 1986 : Qui a tiré sur nos histoires d'amour
- 1998 : My Heart Is My Witness

### comme actrice
- 1979 : La Belle apparence